# 壱分インターチェンジ
壱分インターチェンジ（いちぶインターチェンジ）は、奈良県生駒市にある第二阪奈道路のハーフインターチェンジである。大阪方面への入口と大阪方面からの出口しかないハーフICである。

## 概要
生駒市への高速道路の玄関口である。また、生駒郡平群町の最寄りのランプでもある。

## 壱分ICの通行禁止車両
危険物積載車両は当入口から流入すると次の長大トンネルが存在するため、通行ができない。
- 大阪市内方面　第二阪奈道路：阪奈トンネル

## 道路
- E92 第二阪奈道路

## 料金所

### 入口
- ブース数：2
  - ETC専用：1
  - 一般：1

### 出口
- ブース数：2
  - ETC専用：1
  - 一般：1

## 接続する道路
- 国道168号（一分バイパス）

## 周辺
- 一分駅
- 竹林寺
- 宝山寺
- 近畿大学医学部奈良病院
- 奈良県立生駒高等学校
- 信貴生駒スカイライン

## 隣
E92 第二阪奈道路
(1)西石切IC - 阪奈トンネル - (2)壱分IC - (3)小瀬IC - (4)中町IC